# خيزران (جنس)
الخَيزُران أو الجُهْنِيّ جنس كبير من فصيلة الخيزران. معظم أنواعع كبيرة قليلًا مع ظهور العديد من الفروع من العقد ، وواحد أو اثنين أكبر بكثير من البقية. يمكن أن يصل طول الفروع إلى 11 م. أنواعه نباتات واطنة في جنوب شرق آسيا والصين وتيوان وجبال الحملايا وغنية الجديدة ملنزية والإقليم الشمالي لأستراليا. وبحسب ما ورد فقد أدخلت أنواعه في مناطق أخرىمثل أفريقية والأمريكتين والجزر المحيطية المختلفة.

## الأنواع
من أهم أنواعه:
- خيزران مبذول